# Carole Ann Klonarides
Carole Ann Klonarides (* 1951 in Washington, D.C.) ist eine US-amerikanische Kuratorin, Professorin und Videokünstlerin.

## Leben und Werk
Klonarides wurde 1951 geboren und machte den Bachelor an der Virginia Commonwealth University in Richmond. Von 1972 bis 1973 war sie Teilnehmerin des Whitney Museum Independent Study Program und schloss ihr Studium 1983 an der New School for Social Research mit dem Master ab. Von 1983 bis 1987 leitete sie die Baskerville Watson Gallery in New York. Sie ist derzeit Kuratorin am Santa Monica Museum of Art in Kalifornien und Professorin an der University of California, Los Angeles.
Unter dem Namen MICA-TV arbeitet Klonarides seit 1980 gemeinsam mit Michael Owen. Sie drehen Video-Porträts in Zusammenarbeit mit Cindy Sherman, Richard Prince, Laurie Simmons und anderen Künstlern.
Carole Ann Klonarides stellte 1987 mit Lyn Blumenthal das Werk Arcade auf der documenta 8 in Kassel aus. 1988 entstand der Film Cascade/Vertical Landscapes in Zusammenarbeit mit Dan Graham, Dike Blair und Christian Marclay.

## Ausstellungen (Auswahl)
- 2009: Two Artists’ Perspectives of Los Angeles in the 1970s Museum of Contemporary Art, Los Angeles
- 2009: The Pictures Generation, „MICA-TV“ (Carole Ann Klonarides & Michael Owen) Metropolitan Museum of Art, New York City
- 1987: documenta 8, Kassel